# Miezul fierbinte al pâinii
Miezul fierbinte al pâinii este un film românesc din 1983 regizat de Alecu Croitoru. Rolurile principale au fost interpretate de actorii Vistrian Roman, George Motoi, Octavian Cotescu.

## Distribuție
Distribuția filmului este alcătuită din:
- Iulian Necșulescu
- Draga Olteanu-Matei
- George Motoi — Măleanu
- Rodica Popescu Bitănescu
- Nicolae Pomoje
- Dumitru Chesa
- Vasile Toma
- Matei Alexandru
- Cezara Dafinescu — Magda
- Olga-Delia Mateescu
- Vistrian Roman — Câmpan
- Octavian Cotescu
- Romeo Mușețeanu
- Dumitru Rucăreanu
- Mariana Cercel
- Constantin Diplan
- Ion Marinescu (a)

## Primire
Filmul a fost vizionat de 1.444.542 de spectatori în cinematografele din România, după cum atestă o situație a numărului de spectatori înregistrat de filmele românești de la data premierei și până la data de 31 decembrie 2014 alcătuită de Centrul Național al Cinematografiei.